# Protopeneroplis
Protopeneroplis es un género de foraminífero bentónico de la familia Ventrolaminidae, del suborden Involutinina y del orden Involutinida. Su especie tipo es Protopeneroplis striata. Su rango cronoestratigráfico abarca desde el Bajociense (Jurásico medio) hasta el Berriasiense (Cretácico inferior).

## Clasificación
Protopeneroplis incluye a las siguientes especies:
- Protopeneroplis banatica †
- Protopeneroplis striata †
- Protopeneroplis trochangulata †
- Protopeneroplis ultragranulata †